# E-pit
E–pit는 2021년 3월 23일 현대자동차그룹이 공개한 초고속 충전 브랜드이며, 모터스포츠 레이싱의 Pit stop에서 영감을 받아 전기차를 위한 Pit stop을 지향한다.

## 상세
E-pit는 Fast, Easy & Convenient, Premium 3가지 서비스를 제공한다.

### Fast
800V 시스템을 탑재한 전기차의 경우 기존 충전 시간보다 최대 50% 줄어든 약 18분내 80% 충전이 가능하다.

### Easy & Convenient
충전 커넥터 체결만으로 인증, 충전, 결제까지 가능한 플러그앤차지 기능, 앱 대기표 발급 시스템 디지털 큐 서비스, 물리적 카드 없이 충전이 가능한 디지털 월렛이 적용됐다. 또한 충전기 케이블은 자동 높낮이 조절, 회전 기능 및 보조 손잡이 등 인체공학적 디자인으로, 손잡이에는 자동 살균 LED가 설치됐다.

### Premium
E-pit 충전소는 캐노피 건축물로 만들어져 악천후에도 편안하게 충전이 가능하다. 

## 충전소

### 고속도로 충전소
- 경부고속도로 - 안성(서울 방향), 안성(부산 방향), 칠곡(부산 방향)
- 서해안고속도로 - 화성(목포 방향), 군산(서울 방향)
- 중부고속도로 - 음성(통영 방향)
- 중부내륙고속도로 - 문경(양평 방향)
- 남해고속도로 - 문산(순천 방향), 함안(부산 방향)
- 영동고속도로 - 횡성(강릉 방향)
- 무안광주고속도로 - 함평나비(무안방향)
- 서울양양고속도로 - 내린천(서울 방향), 가평(서울방향/춘천방향)

### 도심 충전소
| 충전소명                  | 주소                                        | 운영시간        |  |
| ------------------------- | ------------------------------------------- | --------------- |  |
| 을지로 센터원             | 서울특별시 중구 을지로5길 26                | 24시간 이용가능 |  |
| 기아 강서 플래그십 스토어 | 서울특별시 강서구 양천로 542                | 09:00 ~ 22:00   |  |
| 송도 현대프리미엄아울렛   | 인천광역시 연수구 송도국제대로 123          | 09:00 ~ 22:00   |  |
| 대전 국립중앙과학관       | 대전광역시 유성구 대덕대로 481              | 07:00 ~ 21:00   |  |
| 서울역                    | 서울특별시 중구 한강대로 405                | 24시간 이용가능 |  |
| 제주 새빌                 | 제주특별자치도 제주시 애월읍 봉성리 4553-5  | 24시간 이용가능 |  |
| 마포 소금나루도서관       | 서울 마포구 숭문길 72                       | 24시간 이용가능 |  |
| 판교 테크원타워           | 경기도 성남시 분당구 분당내곡로 131         | 24시간 이용가능 |  |
| 광명 오토랜드             | 경기 광명시 기아로 115                      | 24시간 이용가능 |  |
| 동탄 여울공원             | 경기 화성시 오산동 1060                     | 24시간 이용가능 |  |
| 송파 가락몰               | 서울특별시 송파구 양재대로 932              | 24시간 이용가능 |  |
| 인천 운서역               | 인천광역시 중구 흰바위로59번길 32           | 24시간 이용가능 |  |
| 양양 서피비치             | 강원특별자치도 양양군 현북면 중광정리 504   | 24시간 이용가능 |  |
| 고양 체육관               | 경기 고양시 일산서구 중앙로 1601            | 24시간 이용가능 |  |
| 제주 하귀하나로마트       | 제주특별자치도 제주시 애월읍 하귀1리 549-16 | 24시간 이용가능 |  |
| 제주 동쪽송당             | 제주특별자치도 제주시 구좌읍 송당리 2600-7  | 24시간 이용가능 |  |
| 세종 국립수목원           | 세종특별자치시 수목원로 136                 | 24시간 이용가능 |  |
| 광주 월드컵경기장         | 광주광역시 서구 금화로 240                  | 24시간 이용가능 |  |
| 천왕역                    | 서울 구로구 오리로 1156                     | 24시간 이용가능 |  |
| 다산 중앙공원             | 경기 남양주시 다산동 6046                   | 24시간 이용가능 |  |
| 포항 야구장               | 경기 광명시 기아로 115                      | 24시간 이용가능 |  |
| 부천 중동                 | 경기 부천시 중동 1121                       | 24시간 이용가능 |  |
| 울산 태화강역             | 울산광역시 남구 삼산동 309-18               | 24시간 이용가능 |  |
| 구파발역                  | 서울 은평구 진관동 66-30 1층                | 24시간 이용가능 |  |
| 안산 고잔역               | 경기도 안산시 단원구 광덕4로 103            | 24시간 이용가능 |  |
| 광교 호수공원             | 수원시 영통구 광교호수로 165                | 24시간 이용가능 |  |
| 기아 인천플래그십스토어   | 인천광역시 미추홀구 경인로 309              | 09:00 ~ 22:00   |  |
| 강서 농산물도매시장       | 서울시 강서구 외발산동 427                  | 24시간 이용가능 |  |
| 기아 광주플래그십스토어   | 광주광역시 서구 죽봉대로 36                 | 24시간 이용가능 |  |
| 안양 농수산물도매시장     | 안양시 동안구 평촌동 934-1                  | 24시간 이용가능 |  |
| 원주 오크밸리             | 강원특별자치도 원주시 지정면 판대리 577-1   | 24시간 이용가능 |  |
| 안산 시화나래휴게소       | 경기도 안산시 단원구 대부황금로 1927        | 24시간 이용가능 |  |
| 영등포 근로복지공단       | 서울 영등포구 버드나루로2길 8               | 24시간 이용가능 |  |
| 전주 이마트               | 전북특별자치도 전주시 완산구 서신동 768     | 24시간 이용가능 |  |

## 현황
2021년 11월 18일, 현대자동차그룹이 스타코프, 에스트래픽, 제주전기자동차서비스, 차지비, 차지인, 한국전기차충전서비스 등 국내 충전사업자 6개 회사와 E-pit 얼라이언스 결성 및 E-pit 플랫폼 연동 개발과 PoC 수행을 위한 업무협약을 각각 체결했다. 2022년 상반기에 E-pit 플랫폼 구축을 통해 E-pit 앱뿐만 아니라, 충전기 운영을 위한 관제 시스템, 충전사업자들의 회원 간 충전 중개를 위한 로밍 시스템 등을 구축할 예정이다. 
E-pit 충전소는 2021년 4월 15일 전국 12개 고속도로 휴게소에서 개소했으며, 도심 내 주요 거점에도 충전소 8개소(48기)가 설치될 예정이다.  
2022년 4월 11일 출시된 전기차 충전 서비스 플랫폼(E-CSP)가 적용되면서 회원가입, 차량 등록 절차가 간단해지고 기존 블루멤버스, 기아멤버스 포인트 전환 후 사용하던 방식이 실시간 차감 방식으로 개선됐다. 또한 E-pit 회원은 제휴 충전소에서 별도의 인증 절차 없이 E-pit와 유사한 수준의 서비스를 이용할 수 있다.  

## 같이 보기
- 현대자동차그룹
- 전기
- 전기자동차
- 하이브리드 차량